# Stefan Simič
Stefan Simič (ur. 20 stycznia 1995 w Pradze) – czeski piłkarz bośniacko-chorwackiego pochodzenia grający na pozycji środkowego obrońcy we włoskim klubie Frosinone Calcio, do którego wypożyczony jest z A.C. Milan.

## Życiorys

### Kariera klubowa
Stefan Simič karierę rozpoczął w juniorskich zespołach Slavii Praga. Profesjonalny kontrakt podpisał mając zaledwie 15 lat i 11 miesięcy, przez co stał się najmłodszym zawodowym graczem w historii Czech. W pierwszym zespole wystąpił tylko raz, 13 lutego 2011 przy okazji meczu z okazji setnej rocznicy powstania Hajduka Split. W styczniu 2012 roku przeszedł ze Slavii do Genoa CFC za 500 tysięcy euro.
W sierpniu 2013 Simič został piłkarzem A.C. Milan. W 2014 z Primaverą (młodzieżowym zespołem klubu) wygrał prestiżowy Torneo di Viareggio. W sezonie 2014/2015 Czech wypożyczony był do Varese Calcio. W Serie B rozegrał 17 meczów, a jego klub zajął 21. miejsce w tabeli i został zdegradowany. W końcówce sezonu Simič nie mógł już grać, ponieważ 19 kwietnia 2015 w meczu z US Avellino złamał kość strzałkową, przez co pauzował do końca roku. W styczniu 2016 miał został wypożyczony na sześć miesięcy do Hajduka Split. A.C. Milan w ostatniej chwili zablokował transfer, ponieważ potrzebował Simicia wobec kontuzji Alexa, Philippe Mexèsa i Rodrigo Ely'ego.
7 lutego 2016 Stefan Simič został wypożyczony na rok do Royal Mouscron-Péruwelz. Od początku sezonu jest podstawowym graczem zespołu. 17 września 2016 zdobył swoją pierwszą bramkę w Jupiler Pro League pokonując bramkarza KVC Westerlo.
24 stycznia 2019 został wypożyczony do włoskiego klubu Frosinone Calcio.

### Kariera reprezentacyjna
Simič przez wiele lat grał w juniorskich i młodzieżowych reprezentacjach Czech. W dorosłej reprezentacji zadebiutował 11 listopada 2017 w wygranym 1:0 meczu z Katarem.

## Życie prywatne
Rodzice Stefana Simicia pochodzą z Bośni i Hercegowiny, ale przez wiele lat żyli w Chorwacji. Do Czech przeprowadzili się jeszcze przed narodzinami syna, który dzięki pochodzeniu rodziców ma obywatelstwa czeskie, chorwackie i bośniackie.